# SN 2000ek
SN 2000ek – supernowa odkryta 7 listopada 2000 roku w galaktyce E153-G27. W momencie odkrycia miała maksymalną jasność 17,00m.